# Android JellyBean
Android „JellyBean” (nazwa kodowa J w trakcie prac rozwojowych) – odsłona systemu operacyjnego Android. Została zaprezentowana podczas Google I/O 27 czerwca 2012 roku. Jedną z nowych funkcji jest inteligentny asystent Google Now, który pokazuje spersonalizowane newsy czy informacje dotyczące nadchodzących podróży użytkownika telefonu. JellyBean także poprawił wydajność: zmniejszono czas reakcji, przy animacjach została użyta synchronizacja pionowa, na wybranych urządzeniach system operacyjny może odświeżać obraz z częstością 60 klatek na sekundę.
Aktualizacja 4.3 dodała wsparcie dla AVRCP, Security-Enhanced Linux, OpenGL ES 3.0 i nowe API dla DRM.
W lutym 2017 11,3% wszystkich urządzeń łączących się ze sklepem Google Play korzystało z systemu Android w wersji 4.1-4.3.